# Helvis
|  | No s'ha de confondre amb Helvecis. |

Els helvis (en llatí: Helvii, en grec antic Ἐλουοί segons Estrabó) van ser un poble gal de la Gàl·lia Narbonense, veïns dels arverns. El massís del Cevenna (actualment anomenat Cevenes) marcava el límit entre els helvis i els arverns del Velai: els primers vivien a l'est de les muntanyes i el seu territori corresponia a la regió històrica del Vivarès. Estrictament eren veïns dels gabals i vel·launis (o vel·lavis) pobles dependents dels arverns. Per privilegi especial eren governats per un príncep nacional.
Plini el Vell menciona una vinya descoberta set anys abans a la regió, que floria i perdia la flor en un mateix dia i, per tant, era la més segura de plantar. Diu que s'anomenava Narbonica, i a la seva època ja s'havia plantat per tota la Provincia.

## Territori
Estrabó diu que el seu territori començava per l'est, a la riba del Roine i cap a l'oest. Plini el Vell diu que la seva capital era Alba Helvorum o Helviorum o Alba Helvia o Alba Augusta, que podria correspondre a la vila d'Alps o Albe (Civitas Albensium) al nord-oest de Viviers (Vivarium) i estava subjecte al dret llatí; aquesta vila destacava pels seus vins.
Quan la Narbonense es va dividir, els helvis, tot i viure a l'oest del Roine, van ser inclosos a la Diòcesi de les set províncies. La vila de Bourg-Saint-Andéol apareix al martirologi d'Adon amb relació a Gentibus, sant martiritzat el segle ii. Aquesta població seria la Borgagiates o Burgagiates o Bergoites on es menciona l'església de Viviers als seus primers temps. Alba Helvorum va ser una seu episcopal al segle iv i va subsistir fins que va ser destruïda per Crocus rei dels alamans o dels vàndals; llavors la seu es va traslladar a Vivièrs (Ardecha) al començament del segle v.

## Els elicocis
Claudi Ptolemeu esmenta els elicocis (Elycoci) amb capital a Alba Augusta i els situa a l'est del Roine. Se suposa que es tracta del mateix poble i alguns autors pensen que podrien ser un altre nom dels helvis, però no es pot assegurar, ja que aquestos eren a l'oest del Roine.